# الدوري الأمريكي لكرة السلة للمحترفين 2018–19
الدوري الأمريكي لكرة السلة للمحترفين 2018–19 (بالإنجليزية: 2018–19 NBA season)‏ هو الموسم 73 من  الرابطة الوطنية لكرة السلة. أقيم خلال الفترة 16 أكتوبر 2018 وحتى 14 يونيو 2019، وأشرف على تنظيمه الرابطة الوطنية لكرة السلة، وفاز فيه تورونتو رابتورز.